# صفيراء متعددة الأوراق
صفيراء متعددة الأوراق (الاسم العلمي: Sophora polyphylla) هو نوع من النباتات يتبع جنس الصفيراء من فصيلة البقولية.